# 더 룸 (2003년 영화)
《더 룸》(영어: The Room)은 2003년에 공개된 미국의 로맨틱 드라마 독립 영화로, 토미 위조가 감독, 각본, 제작, 주연을 맡았다. 세 남녀의 삼각관계를 묘사한 멜로드라마이다. 영화는 혹평을 받았으며 역대 최악의 영화 중 하나로 여겨지고 있으나 일종의 컬트 영화로 자리매김하였다. 현재 이 작품은 전 세계 영화관에서 정기 상영되고 있으며, 영상회도 자주 개최되고 있다.

## 줄거리
호인인 샌프란시스코 은행가 조니는 동거 중인 약혼자 리사의 부정 정황을 포착하고 바람 상대와 나누는 대화를 확보하기 위해 집 전화기에 테이프 녹음기를 설치한다. 리사는 조니가 폭력을 휘두른다고 거짓 주장을 하기 시작하고, 상심한 조니는 이를 절친 마크에게 상담한다.
그러나 리사가 바람난 상대는 다름 아닌 마크였고, 두 사람은 이를 조니의 생일에 다른 친구에게 들켜 추궁당한다. 리사가 조니의 주의를 돌릴 생각에서 임신을 했다고 거짓된 발표를 하자 마크는 화를 낸다. 곧 마크와 리사는 대놓고 다정한 모습을 보이고, 이를 본 조니는 마크와 싸운다.
조니는 테이프에 녹음된 두 사람의 은밀한 대화를 재생하고 리사에게 이를 따져묻지만 리사는 조니를 조롱할 뿐이다. 절망한 조니는 입 안에 총을 쏴서 자살한다.
리사는 마크에게 이제 둘이 함께 할 수 있다고 말하지만 마크는 조니의 죽음이 리사 탓이라며 리사를 물리친다. 리사, 마크는 평소 조니가 돌봐준 이웃 데니와 함께 경찰을 기다린다.

## 출연
- 토미 위조 - 조니 역
- 줄리엣 대니엘 - 리사 역
- 그레그 세스테로 - 마크 역
- 필립 홀디먼 - 데니 역
- 캐럴린 마이놋 - 클로뎃 역
- 로빈 패리스 - 미셸 역
- 스콧 홈스 - 마이크 역
- 댄 잰지기언 - 크리스R 역
- 카일 보트 - 피터 역
- 그레그 엘러리 - 스티븐 역

## 관련 작품

### 비디오 게임
2010년 9월, 뉴그라운즈 운영자 톰 펄프가 본작을 소재로 한 플래시 게임을 발표했다. 조니를 주인공으로 한 16 비트 형식 어드벤처 게임으로, 사용되는 음악은 영화와 마찬가지로 믈라덴 밀리체비치가 작곡하였다.

### 라이브 퍼포먼스
2011년 6월 10일, AFI 실버 극장과 문화 센터는 영화 각본 낭독회를 개최했다. 위조와 세스테로는 이 영화와 같은 역을 연기했다.

### 책
2011년 6월, 그레그 세스테로는 영화 제작에 관한 책을 출판하는 계약을 사이먼 & 슈스터와 체결하여, 2013년 10월 "The Disaster Artist"를 간행하였다.
2014년 2월, 세스 로건이 제작자가 되어 "The Disaster Artist" 영화화 기획을 시작했다는 보도가 나왔다. 감독으로 기용된 제임스 프랭코는 "그 책은 《부기 나이트》와 《마스터》를 조합한 작품이다"라고 말했다. 2015년 10월 29일에는 워너브라더스와 뉴 라인 시네마가 영화의 배급권을 구입했다고 발표했다. 해당 영화는 《더 디제스터 아티스트》라는 이름으로 2017년 3월 미완성 작품이 사우스 바이 사우스웨스트에서 공개되었으며, 2017년 12월 8일 와이드 개봉하였다.

### 웹 시리즈
2014년 10월 21일, 미셸 역의 로빈 패리스는 킥스타터를 통해 본작을 다큐멘터리식으로 코미디 웹 드라마 《The Room Actors: Where Are They Now?》를 제작하기 위한 자금 조달을 시작했다. 캠페인이 끝날 때까지 385명으로부터 31,556 달러를 조달할 수 있었다. 위조, 세스테로, 홈스를 제외한 영화 출연진 대부분이 출연하였다. 해당 시리즈는 제24회 레인댄스 영화제에서 2016년 9월 30일 공개되었다.